# SN 2008ew
SN 2008ew – supernowa typu Ic odkryta 10 sierpnia 2008 roku w galaktyce IC1236. W momencie odkrycia miała maksymalną jasność 18,00m.